# José Fernandes Portugal
José Fernandes Portugal (Rio de Janeiro, c.1752 — Pernambuco, 1817) foi um militar, cartógrafo, piloto e engenheiro hidrógrafo luso-brasileiro que elaborou importantes trabalhos cartográficos e náuticos e participou ativamente da Revolução Pernambucana no ano de 1817.

## Biografia
Serviu inicialmente na Marinha, ingressando como cartógrafo na Sociedade Real Marítima e Militar e Geográfica. A serviço da Marinha de Guerra, deixou mais de uma dezena de cartas cartográficas, bem como elaborou roteiros de cabotagem e preparou um diário náutico de Pernambuco para a Ilha de Fernando de Noronha.

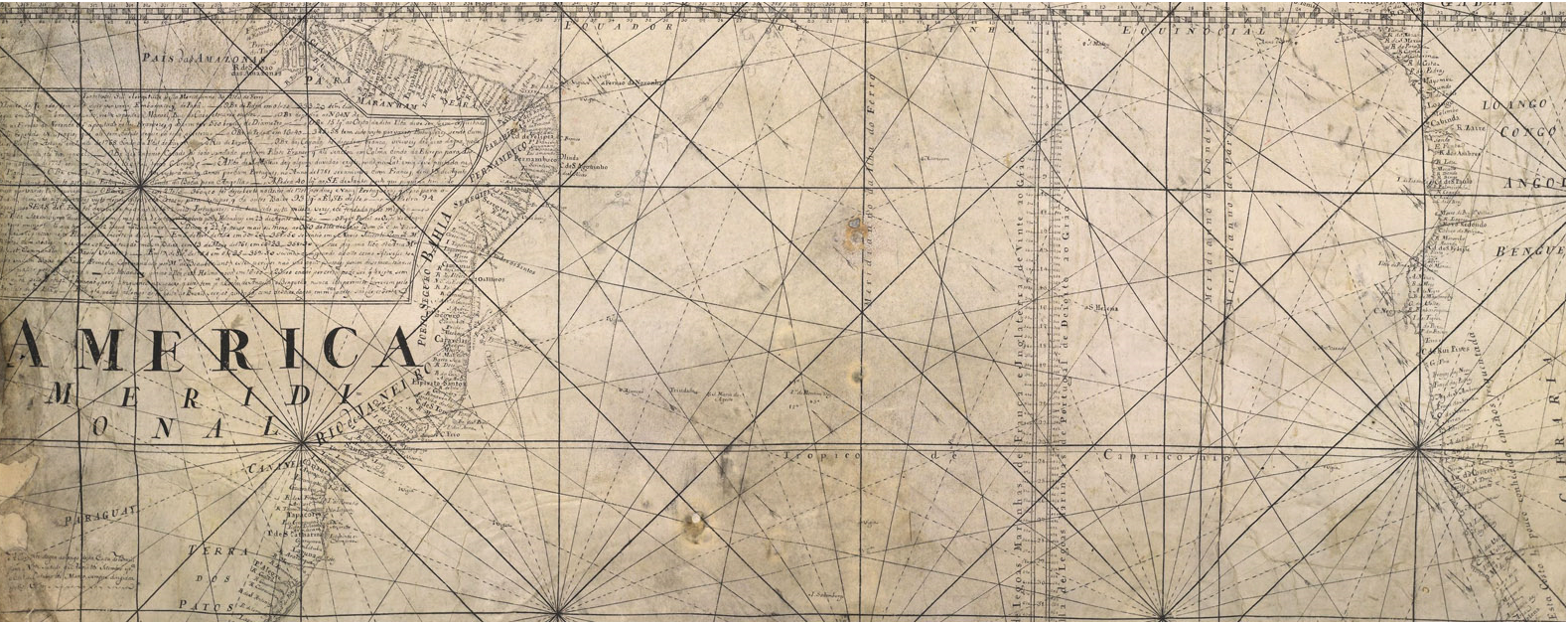
Recorte da Carta reduzida do Oceano Atlântico (1793)

Ao longo de sua vida, elaborou importantes cartas náuticas de larga escala que expunham importantes informações acerca do Oceano Atlântico e das costas da América, sobretudo do Brasil, da África e da Europa. Nesse sentido, elaborou o trabalho cartográfico intitulado "Carta reduzida do Oceano Atlântico" em 1793, no qual são demonstradas as costas da América e da África e Europa ocidentais, bem como do oceano atlântico e a latitude e longitude de suas ilhas; outros aspectos substanciais deste mapa, são as setas que apontam para a direção dos sistemas de ventos e a minuciosa descrição daqueles capitães que descobriram várias das localidades ali representadas.
Foi, provavelmente, o pioneiro a grafar o complexo jogo de ventos e correntes do Golfo da Guiné. Nesse sentido, há uma distinção em relação aos alísios do Sudeste, a corrente equatorial do Norte, a de Benguela, a da Guiné e a das Guianas, contando estas duas, em particular, com setas mais densas.
Em setembro 1797, foi nomeado pelo príncipe regente D. João VI, por meio de um decreto régio, para o posto vitalício de Escrivão da Balança da Alfândega da capitania de Pernambuco. Já bem integrado naquela localidade, foi ainda nomeado Sargento-mor de artilharia em Pernambuco entre os anos de 1809 a 1811. Nesse sentido, a ocupação desses postos em Pernambuco foi central para o estabelecimento dos laços sociais que poucos anos mais tarde o fariam participar da Revolução que viria a eclodir.

### Participação na Revolução Pernambucana
Segundo o historiador Varnhagen, José Fernandes participou ativamente da Revolução Constitucionalista Pernambucana em 1817, ajudando na redação do programa autonomista e separatista, juntamente à Manuel Arruda Câmara e João Ribeiro. Todavia, foi preso, ocasião em que teve, inclusive, seus equipamentos para a feitura de gravura em metal apreendidos, vindo a suicidar-se no cárcere em 17 de dezembro daquele mesmo ano.

### A carta para Rodrigo de Sousa Coutinho
Em fins do século XVIII, quando José Fernandes havia sido enviado para a Bahia, o mesmo escreve uma carta a Rodrigo de Sousa Coutinho em que narra, em tom de denúncia, a "extraordinária devassidão das mulheres casadas da cidade", bem como "os mais escandalosos casos de adultério". Ao longo do manuscrito, José Fernandes, além de reivindicar por maior severidade nas punições contra essas mulheres adúlteras, descreve diversas dinâmicas praticadas pelas mesmas: primeiramente, narra a respeito daquelas mulheres que são recolhidas ao Recolhimento de São Raimundo, que recebendo quantias que excedem o necessário para o sustento próprio, as usam para "viver ociosamente, entregues a seus vícios", de modo que o recolhimento "mais serve de castigo aos maridos pela despesa que fazem do que a elas"; em segundo lugar, denuncia a existência de um botequim, às portas do Mosteiro de São Bento, que atrai mulheres casadas e fugidas; em seguida, José Fernandes aponta para a alta incidência de pedidos de desquites que as mulheres buscam para, supostamente, para "viverem em maior liberdade". Por fim, ainda descreve as consequências nefastas desta "lassidão e falta de castigo": em primeiro lugar, a perturbação da maior parte das famílias da região, bem como "a falta de casamento de homens brancos"; em segundo, a perdição de diversas "donzelas" e a "morte de muitos fetos".